# Göppersdorf (Bahretal)
Göppersdorf ist ein Ortsteil von Bahretal im Landkreis Sächsische Schweiz-Osterzgebirge.

## Geographie
Göppersdorf liegt südöstlich der sächsischen Landeshauptstadt Dresden im Süden der Gemeinde Bahretal, die sich wiederum im Zentrum des Landkreises Sächsische Schweiz-Osterzgebirge befindet. Das Waldhufendorf liegt auf der Nordabdachung des östlichen Erzgebirges im Elbtalschiefergebiet. Die Ortslage befindet sich längs eines vom Göppersdorfer Bach durchflossenen Seitentälchens des Wingendorfer Bachs, der nordöstlich des Ortes in die Bahre mündet. Das Ortsbild prägen große Drei- und Vierseithöfe. Randbereiche der Gemarkung sind bewaldet, insbesondere im äußersten Norden an den Hängen des Schärflings und des Roten Bergs sowie im Süden an den Hängen des vom Börnersdorfer Bach, einem Nebenfluss der Seidewitz, durchflossenen Molchgrunds. Ein großer Teil der 627 Hektar umfassenden Flur dient landwirtschaftlichen Zwecken.
Mit dem südöstlich benachbarten Bahretaler Ortsteil Wingendorf bildet Göppersdorf seit jeher ein Doppeldorf. Mit Borna im Norden sowie Gersdorf im Nordosten grenzen zwei weitere Bahretaler Ortsteile an. Liebstadt ist westlich benachbart, der Liebstädter Ortsteil Herbergen nordwestlich. Südlicher Nachbarort ist der Bad Gottleuba-Berggießhübler Ortsteil Börnersdorf.
Die wichtigste Straße auf Göppersdorfer Flur ist die in Nord-Süd-Richtung verlaufende Bundesautobahn 17 von Dresden nach Prag, die unmittelbar westlich an der Ortslage vorbeiführt. Die nächste Anschlussstelle befindet sich drei Kilometer südlich in Börnersdorf (Abfahrt Bad Gottleuba). Die Staatsstraße 176 durchzieht auf ihrem Abschnitt zwischen Börnersdorf und Liebstadt den Südwesten der Göppersdorfer Flur. Durch deren Nord- und Südosten wiederum verläuft die Kreisstraße 8757, die Gersdorf über Wingendorf mit Börnersdorf verbindet. Von ihr zweigt die Göppersdorfer Straße ab, die als Kreisstraße 8758 den Ortskern erschließt und ins Tal des Börnersdorfer Bachs bei Liebstadt führt. Göppersdorf ist an das Busnetz des Regionalverkehrs Sächsische Schweiz-Osterzgebirge (RVSOE) angeschlossen.